# Danh sách vườn quốc gia tại Cộng hòa Ireland
Vườn quốc gia đầu tiên được thành lập tại Ireland là Killarney nằm trong Kerry vào năm 1932. Kể từ đó đến nay, Ireland đã có thêm 5 vườn quốc gia nữa được thành lập, gần đây nhất là vườn quốc gia Ballycroy trong Mayo. Vườn quốc gia Dãy núi Wicklow là vườn quốc gia lớn nhất với 205 km2 còn vườn quốc gia Burren trong Clare là vườn quốc gia nhỏ nhất với chỉ 15 km2.
Dưới đây là danh sách các vườn quốc gia tại Cộng hòa Ireland.

## Danh sách
| Vườn quốc gia   | Hình ảnh | Vị trí  | Diện tích                  | Thành lập |
| --------------- | -------- | ------- | -------------------------- | --------- |
| Ballycroy       |          | Mayo    | 110 km2 (42 dặm vuông Anh) | 1998      |
| Connemara       |          | Galway  | 30 km2 (12 dặm vuông Anh)  | 1990      |
| Glenveagh       |          | Donegal | 170 km2 (66 dặm vuông Anh) | 1984      |
| Killarney       |          | Kerry   | 105 km2 (41 dặm vuông Anh) | 1932      |
| Burren          |          | Clare   | 15 km2 (5,8 dặm vuông Anh) | 1991      |
| Dãy núi Wicklow |          | Wicklow | 205 km2 (79 dặm vuông Anh) | 1991      |